# Monthelon, Marne

Monthelon este o comună în departamentul Marne, Franța. În 2009 avea o populație de 370 de locuitori.